# Маунт Хермон (Вирџинија)
Маунт Хермон (енгл. Mount Hermon) насељено је место без административног статуса у америчкој савезној држави Вирџинија.

## Демографија
По попису из 2010. године број становника је 3.966.
| Група             | 2000.    | 2010.         |
| Белци             | 0 (0,0%) | 3.464 (87,3%) |
| Афроамериканци    | 0 (0,0%) | 336 (8,5%)    |
| Азијати           | 0 (0,0%) | 55 (1,4%)     |
| Хиспаноамериканци | 0 (0,0%) | 58 (1,5%)     |
| Укупно            | 0        | 3.966         |